# Polyus
PJSC Polyus er et russisk guldmineselskab. Det er den største guldproducent i Rusland og globalt set blandt de 10 største. I 2019 havde de en produktion på 2,84 mio. ounces guld. Virksomheden har hovedkvarter i Moskva.
Polyus’ primære aktiver er i det østlige Sibirien og russisk fjernøsten i regionerne Krasnojarsk kraj, Irkutsk oblast, Magadan oblast og Republikken Sakha.
Koncernen kontrolleres af Said Kerimov, der er søn af Suleyman Kerimov.